# Charmhaven
Charmhaven är en del av en befolkad plats i Australien. Den ligger i kommunen Wyong Shire och delstaten New South Wales, i den sydöstra delen av landet, omkring 75 kilometer norr om delstatshuvudstaden Sydney.
Närmaste större samhälle är Gorokan, nära Charmhaven. 
Runt Charmhaven är det i huvudsak tätbebyggt. Genomsnittlig årsnederbörd är 1 393 millimeter. Den regnigaste månaden är februari, med i genomsnitt 222 mm nederbörd, och den torraste är juli, med 42 mm nederbörd.